# Perrydale
Perrydale az Amerikai Egyesült Államok északnyugati részén, Oregon állam Polk megyéjében elhelyezkedő önkormányzat nélküli település.

## Története
Narcis Provo az 1850-es Donation Land Claim Act által szerzett földterületet William Perrynek adta át; ezt később megvásárolta John McGrew, aki megalapította a William Perryről elnevezett települést. 1881-ben kiépült az Oregonian Railway szárnyvonala, amelyen 1985 óta nincs forgalom.
A posta 1870-től 1971-ig működött.
A Perrydale-dombságot borvidékké kívánták nyilvánítani, azonban az új borvidék a Van Duzer-korridor nevet kapta, mivel a nem hivatalos Perrydale-dombság elnevezés semmilyen írott forrásban nem található meg.

## Oktatás
A Perrydale School fenntartója a Perrydale-i Tankerület.

## Fordítás
- Ez a szócikk részben vagy egészben  a   Perrydale, Oregon című angol Wikipédia-szócikk ezen változatának fordításán alapul.  Az eredeti cikk szerkesztőit annak laptörténete sorolja fel. Ez a jelzés csupán a megfogalmazás eredetét és a szerzői jogokat jelzi, nem szolgál a cikkben szereplő információk forrásmegjelöléseként.